# Radecznica
Radecznica is een dorp in het Poolse woiwodschap Lublin, in het district Zamojski. De plaats maakt deel uit van de gemeente Radecznica en telt ca. 920 inwoners.